# Selenicereus nelsonii
Selenicereus nelsonii är en kaktusväxtart som först beskrevs av Weing., och fick sitt nu gällande namn av Nathaniel Lord Britton och Joseph Nelson Rose. Selenicereus nelsonii ingår i släktet Selenicereus och familjen kaktusväxter. Inga underarter finns listade i Catalogue of Life.

## Bildgalleri

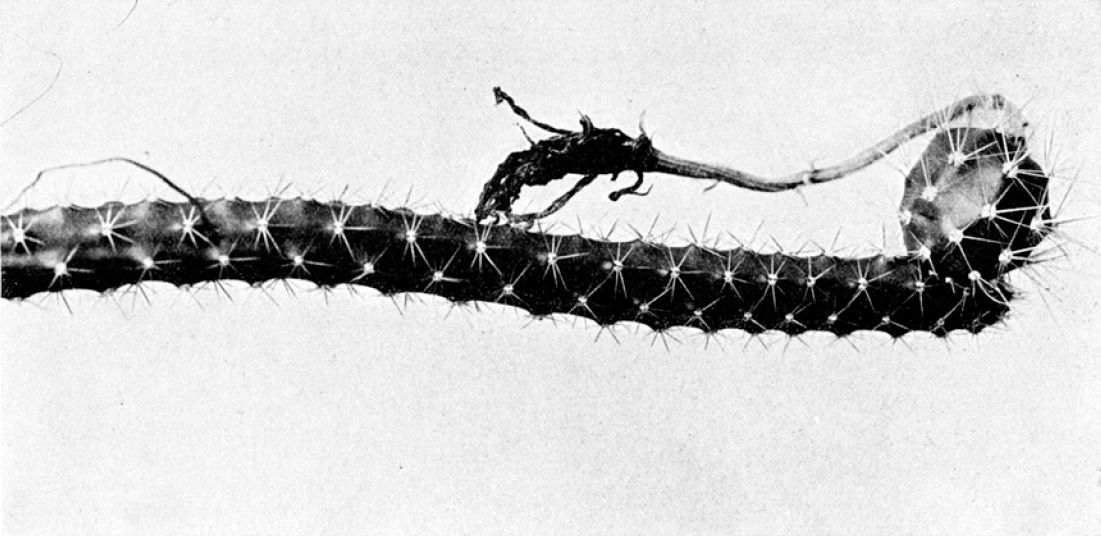